# Würth 400
La Würth 400 est une course automobile longue de 400 milles (643,738 km) organisée par la NASCAR et comptant pour le championnat de NASCAR Cup Series. Elle se déroule sur le Dover International Speedway de Dover dans le Delaware.
En automne, une deuxième course du même championnat se déroule sur ce circuit : le Dover 400.
La course de 2007, l' Autism Speaks 400 presented by Visa, a été la première course de NASCAR Cup Series dont les droits étaient dédiés à une association à but non lucratif par le sponsor principal de la course, la société Visa Inc..
Dès sa création, la société Dover International Speedway avait annoncé que les courses se nommeraient Autism Speaks 400 presented by Visa, et qu'elles seraient consacrées à améliorer la compréhension et la connaissance des troubles du spectre autistique, à financer la recherche sur les causes, la prévention, les traitements et la guérison de l'autisme et à suppléer aux besoins des familles touchées.
Entre 2001 et 2006, la course a été retransmise sur le territoire es États-Unis par la chaîne de télévision FX. C'est ensuite la chaîne Fox Network qui à partir de 2007 s'en est occupée pendant huit ans. Actuellement, la retransmission de l'événement est du ressort de la chaîne Fox Sports 1.

## Logos
|  |  |  |  |

## Palmarès
| Année | Date         | Pilote               | Écurie                       | Châssis        | Distance course | Distance course | Temps course    | Vitesse moyenne (mph) |
| ----- | ------------ | -------------------- | ---------------------------- | -------------- | --------------- | --------------- | --------------- | --------------------- |
| Année | Date         | Pilote               | Écurie                       | Châssis        | Tours           | Miles (km)      | Temps course    | Vitesse moyenne (mph) |
| 1969  | 6 juillet    | Richard Petty        | Petty Enterprises            | Ford           | 300             | 300 (482,803)   | 2 h 35 min 28 s | 115,772               |
| 1970  | 20 septembre | Richard Petty (2)    | Petty Enterprises (2)        | Plymouth (1)   | 300             | 300 (482,803)   | 2 h 40 min 34 s | 112,103               |
| 1971  | 6 juin       | Bobby Allison        | Holman-Moody                 | Mercury        | 500             | 500 (804,672)   | 4 h 30 min 40 s | 123,119               |
| 1972  | 4 juin       | Bobby Allison        | Team Richard Howard          | Chevrolet      | 500             | 500 (804,672)   | 4 h 12 min 49 s | 118,019               |
| 1973  | 3 juin       | David Pearson        | Wood Brothers Racing         | Mercury        | 500             | 500 (804,672)   | 4 h 10 min 32 s | 119,745               |
| 1974  | 19 mai       | Cale Yarborough      | RTeam ichard Howard (2)      | Chevrolet      | 450             | 450 (724,204)   | 3 h 54 min 40 s | 115,057               |
| 1975  | 18 mai       | David Pearson        | Wood Brothers Racing (2)     | Mercury        | 500             | 500 (804,672)   | 4 h 57 min 32 s | 100,82                |
| 1976  | 16 mai       | Benny Parsons        | L.G. DeWitt                  | Chevrolet      | 500             | 500 (804,672)   | 4 h 19 min 53 s | 115,436               |
| 1977  | 15 mai       | Cale Yarborough      | Junior Johnson & Associates  | Chevrolet      | 500             | 500 (804,672)   | 4 h 03 min 26 s | 123,327               |
| 1978  | 21 mai       | David Pearson (3)    | Wood Brothers Racing (3)     | Mercury        | 500             | 500 (804,672)   | 4 h 21 min 38 s | 114,664               |
| 1979  | 20 mai       | Neil Bonnett (en)    | Wood Brothers Racing (4)     | Mercury (5)    | 500             | 500 (804,672)   | 4 h 29 min 37 s | 111,269               |
| 1980  | 18 mai       | Bobby Allison        | Bud Moore Engineering        | Ford           | 500             | 500 (804,672)   | 4 h 23 min 28 s | 113,866               |
| 1981  | 17 mai       | Jody Ridley          | Junie Donlavey (en)          | Ford           | 500             | 500 (804,672)   | 4 h 17 min 18 s | 116,595               |
| 1982  | 16 mai       | Bobby Allison        | DiGard Motorsports           | Chevrolet      | 500             | 500 (804,672)   | 4 h 09 min 43 s | 120,136               |
| 1983  | 15 mai       | Bobby Allison (5)    | DiGard Motorsports (2)       | Buick (1)      | 500             | 500 (804,672)   | 4 h 21 min 13 s | 114,847               |
| 1984  | 20 mai       | Richard Petty (3)    | Mike Curb                    | Pontiac        | 500             | 500 (804,672)   | 4 h 12 min 42 s | 118,717               |
| 1985  | 19 mai       | Bill Elliott         | Melling Racing               | Ford           | 500             | 500 (804,672)   | 4 h 03 min 43 s | 123,094               |
| 1986  | 18 mai       | Geoffrey Bodine      | Hendrick Motorsports         | Chevrolet      | 500             | 500 (804,672)   | 4 h 20 min 51 s | 115,009               |
| 1987  | 31 mai       | Davey Allison        | Harry Ranier                 | Ford           | 500             | 500 (804,672)   | 4 h 25 min 35 s | 112,958               |
| 1988  | 5 juin       | Bill Elliott (2)     | Melling Racing (2)           | Ford           | 500             | 500 (804,672)   | 4 h 12 min 41 s | 118,726               |
| 1989  | 4 juin       | Dale Earnhardt       | Richard Childress Racing     | Chevrolet      | 500             | 500 (804,672)   | 4 h 06 min 34 s | 121,67                |
| 1990  | 3 juin       | Derrike Cope         | Bob Whitcomb                 | Chevrolet      | 500             | 500 (804,672)   | 4 h 02 min 01 s | 123,96                |
| 1991  | 2 juin       | Ken Schrader         | Hendrick Motorsports (2)     | Chevrolet      | 500             | 500 (804,672)   | 4 h 09 min 41 s | 120,152               |
| 1992  | 31 mai       | Harry Gant           | Leo Jackson Racing           | Oldsmobile (1) | 500             | 500 (804,672)   | 4 h 34 min 05 s | 109,456               |
| 1993  | 6 juin       | Dale Earnhardt (2)   | Richard Childress Racing (2) | Chevrolet      | 500             | 500 (804,672)   | 4 h 44 min 06 s | 105,6                 |
| 1994  | 5 juin       | Rusty Wallace        | Penske Racing                | Ford           | 500             | 500 (804,672)   | 4 h 52 min 36 s | 102,529               |
| 1995  | 4 juin       | Kyle Petty           | SABCO Racing                 | Pontiac        | 500             | 500 (804,672)   | 4 h 10 min 15 s | 119,88                |
| 1996  | 2 juin       | Jeff Gordon          | Hendrick Motorsports (3)     | Chevrolet      | 500             | 500 (804,672)   | 4 h 04 min 25 s | 122,741               |
| 1997  | 1er juin     | Ricky Rudd           | Rudd Performance Motorsports | Ford           | 500             | 500 (804,672)   | 4 h 21 min 42 s | 114,635               |
| 1998  | 31 mai       | Dale Jarrett         | Yates Racing                 | Ford           | 400             | 400 (643,737)   | 3 h 20 min 46 s | 119,522               |
| 1999  | 6 juin       | Bobby Labonte        | Joe Gibbs Racing             | Pontiac        | 400             | 400 (643,737)   | 3 h 19 min 00 s | 120,603               |
| 2000  | 4 juin       | Tony Stewart         | Joe Gibbs Racing (2)         | Pontiac (4)    | 400             | 400 (643,737)   | 3 h 39 min 09 s | 109,514               |
| 2001  | 3 juin       | Jeff Gordon (2)      | Hendrick Motorsports (4)     | Chevrolet      | 400             | 400 (643,737)   | 3 h 19 min 24 s | 120,361               |
| 2002  | 2 juin       | Jimmie Johnson       | Hendrick Motorsports (5)     | Chevrolet      | 400             | 400 (643,737)   | 3 h 24 min 10 s | 117,551               |
| 2003  | 1er juin     | Ryan Newman          | Penske Racing (2)            | Dodge (1)      | 400             | 400 (643,737)   | 3 h 44 min 31 s | 106,896               |
| 2004  | 6 juin       | Mark Martin          | Roush Racing                 | Ford           | 400             | 400 (643,737)   | 4 h 07 min 19 s | 97,042                |
| 2005  | 5 juin       | Greg Biffle          | Roush Racing (2)             | Ford           | 400             | 400 (643,737)   | 3 h 15 min 43 s | 122,626               |
| 2006  | 4 juin       | Matt Kenseth         | Roush Racing (3)             | Ford           | 400             | 400 (643,737)   | 3 h 38 min 27 s | 109,865               |
| 2007  | 4 juin       | Martin Truex Jr.     | Dale Earnhardt, Inc.         | Chevrolet      | 400             | 400 (643,737)   | 3 h 21 min 45 s | 118,95                |
| 2008  | 1er juin     | Kyle Busch           | Joe Gibbs Racing (3)         | Toyota         | 400             | 400 (643,737)   | 3 h 18 min 04 s | 121,171               |
| 2009  | 31 mai       | Jimmie Johnson (2)   | Hendrick Motorsports (6)     | Chevrolet      | 400             | 400 (643,737)   | 3 h 28 min 16 s | 115,237               |
| 2010  | 16 mai       | Kyle Busch (2)       | Joe Gibbs Racing (4)         | Toyota         | 400             | 400 (643,737)   | 3 h 06 min 21 s | 128,79                |
| 2011  | 15 mai       | Matt Kenseth (2)     | Roush Fenway Racing (4)      | Ford (13)      | 400             | 400 (643,737)   | 3 h 11 min 07 s | 125,578               |
| 2012  | 3 juin       | Jimmie Johnson (3)   | Hendrick Motorsports (7)     | Chevrolet      | 400             | 400 (643,737)   | 3 h 15 min 23 s | 122,835               |
| 2013  | 2 juin       | Tony Stewart (2)     | Stewart-Haas Racing          | Chevrolet      | 400             | 400 (643,737)   | 3 h 14 min 51 s | 123,172               |
| 2014  | 1er juin     | Jimmie Johnson(4)    | Hendrick Motorsports (8)     | Chevrolet      | 400             | 400 (643,737)   | 3 h 23 min 52 s | 117,724               |
| 2015  | 31 mai       | Jimmie Johnson(5)    | Hendrick Motorsports (9)     | Chevrolet      | 400             | 405 (651,784)   | 3 h 23 min 16 s | 119,547               |
| 2016  | 15 mai       | Matt Kenseth (3)     | Joe Gibbs Racing (5)         | Toyota (3)     | 400             | 400 (643,737)   | 3 h 39 min 29 s | 109,348               |
| 2017  | 4 juin       | Jimmie Johnson (6)   | Hendrick Motorsports (10)    | Chevrolet (20) | 406             | 406 (653,394)   | 3 h 52 min 06 s | 104,955               |
| 2018  | 6 mai        | Kevin Harvick        | Stewart-Haas Racing          | Ford           | 400             | 400 (643,737)   | 3 h 28 min 07 s | 115,044               |
| 2019  | 6 mai        | Martin Truex Jr. (2) | Joe Gibbs Racing (6)         | Toyota         | 400             | 400 (643,737)   | 3 h 08 min 37 s | 127,242               |
| 2020  | 22 août      | Denny Hamlin         | Joe Gibbs Racing (7)         | Toyota         | 311             | 311 (500,506)   | 2 h 30 min 3 s  | 124,359               |
| 2021  | 13 mai       | Alex Bowman          | Hendrick Motorsports (11)    | Chevrolet      | 400             | 400 (643,737)   | 3 h 19 min 55 s | 120,050               |
| 2022  | 1er et 2 mai | Chase Elliott        | Hendrick Motorsports (12)    | Chevrolet      | 400             | 400 (643,737)   | 3 h 49 min 39 s | 104,507               |
| 2023  | 1er mai      | Martin Truex Jr. (3) | Joe Gibbs Racing (8)         | Toyota         | 400             | 400 (643,737)   | 3 h 27 min 47 s | 115,505               |
| 2024  | 28 avril     | Denny Hamlin (2)     | Joe Gibbs Racing (9)         | Toyota         | 400             | 400 (643,737)   | 3 h 20 min 57 s | 119,433               |
| 2025  | 20 juillet   | Denny Hamlin (3)     | Joe Gibbs Racing (10)        | Toyota         | 407             | 407 (655,002)   | 3 h 40 min 18 s | 110,849               |

## Pilotes multiples gagnants

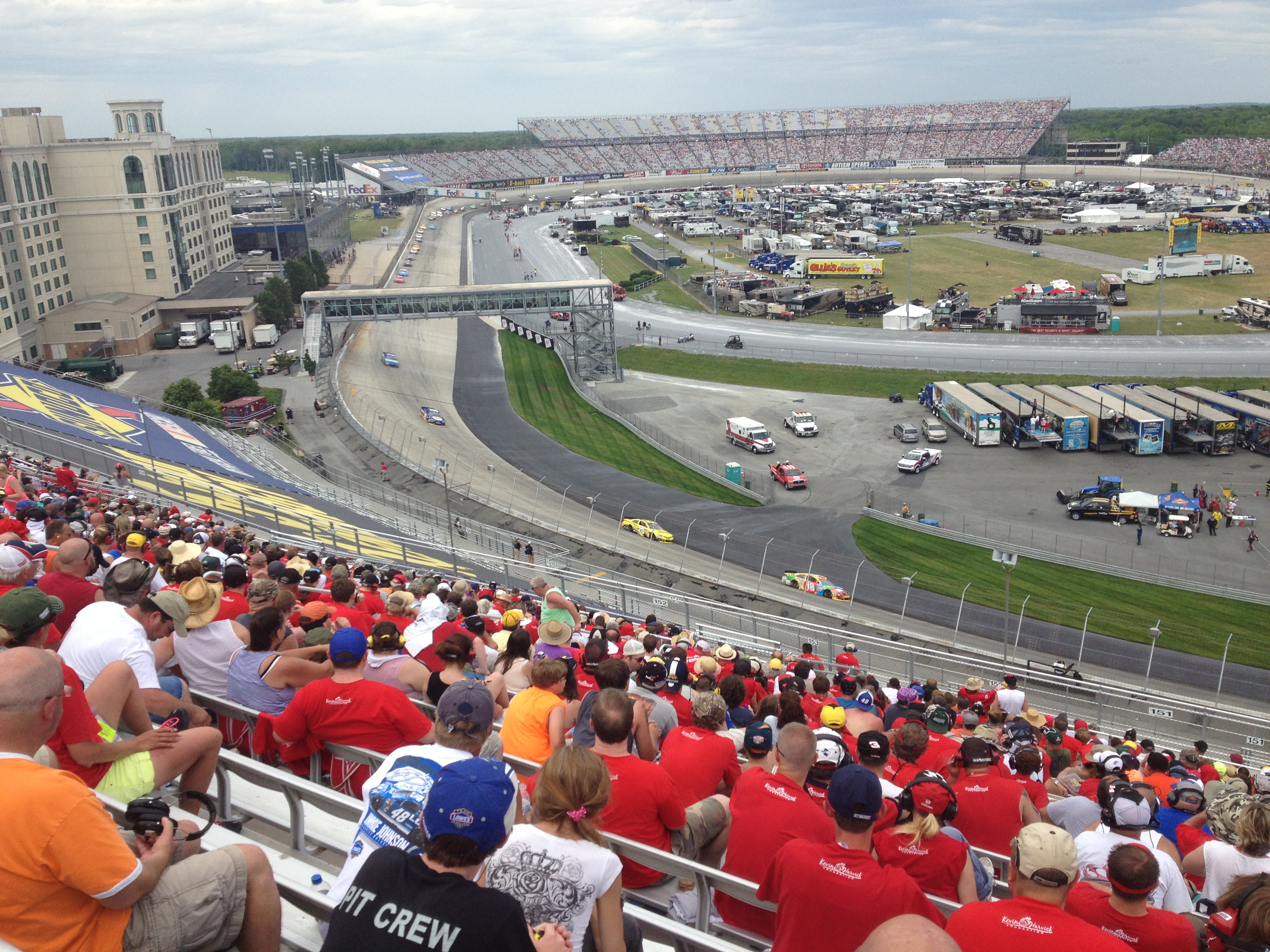
Le FedEx 400 de 2013 remporté par Tony Stewart après une pénalité en fin de course attribuée à Jimmie Johnson.

| Nbr. Vict. | Pilote           | Année                              |
| ---------- | ---------------- | ---------------------------------- |
| 6          | Jimmie Johnson   | 2002, 2009, 2012, 2014, 2015, 2017 |
| 5          | Bobby Allison    | 1971, 1972, 1980, 1982, 1983       |
| 3          | Denny Hamlin     | 2020, 2024, 2025                   |
| 3          | Martin Truex Jr. | 2007, 2019, 2023                   |
| 3          | Matt Kenseth     | 2006, 2011, 2016                   |
| 3          | David Pearson    | 1973, 1975, 1978                   |
| 3          | Richard Petty    | 1969, 1970, 1984                   |
| 2          | Cale Yarborough  | 1974, 1977                         |
| 2          | Bill Elliott     | 1985, 1988                         |
| 2          | Dale Earnhardt   | 1989, 1993                         |
| 2          | Jeff Gordon      | 1996, 2001                         |
| 2          | Kyle Busch       | 2008, 2010                         |
| 2          | Tony Stewart     | 2000, 2013                         |

## Écuries multiples gagnantes
| Nbr. Vict. | Écurie                   | Année                                                                  |
| ---------- | ------------------------ | ---------------------------------------------------------------------- |
| 12         | Hendrick Motorsports     | 1986, 1991, 1996, 2001, 2002, 2009, 2012, 2014, 2015, 2017, 2021, 2022 |
| 10         | Joe Gibbs Racing         | 1999, 2000, 2008, 2010, 2016, 2019, 2020, 2023, 2024, 2025             |
| 4          | Wood Brothers Racing     | 1973, 1975, 1978, 1979                                                 |
| 4          | Roush Fenway Racing      | 2004, 2005, 2006, 2011                                                 |
| 2          | Petty Enterprises        | 1969, 1970                                                             |
| 2          | Team Richard Howard      | 1972, 1974                                                             |
| 2          | DiGard Motorsports       | 1982, 1983                                                             |
| 2          | Melling Racing           | 1985, 1988                                                             |
| 2          | Richard Childress Racing | 1989, 1993                                                             |
| 2          | Team Penske              | 1994, 2003                                                             |
| 2          | Stewart-Haas Racing      | 2016, 2018                                                             |

## Victoires par marques
| Nbr. Vict. | Manufacturier | Année |
| ---------- | ------------- | --- |
| 22         | Chevrolet     | 1972, 1974, 1976, 1977, 1982, 1986, 1989, 1990, 1991, 1993, 1996, 2001, 2002, 2007, 2009, 2012, 2013, 2014, 2015, 2017, 2021, 2022 |
| 14         | Ford          | 1969, 1980, 1981, 1985, 1987, 1988, 1994, 1997, 1998, 2004, 2005, 2006, 2011, 2018                                                 |
| 8          | Toyota        | 2008, 2010, 2016, 2019, 2020, 2023, 2024, 2025                                                                                     |
| 5          | Mercury       | 1971, 1973, 1975, 1978, 1979 |
| 4          | Pontiac       | 1984, 1995, 1999, 2000 |
| 1          | Plymouth      | 1970 |
| 1          | Buick         | 1983 |
| 1          | Oldsmobile    | 1992 |
| 1          | Dodge         | 2003 |